# William D. McFarlane
William Doddridge McFarlane (* 17. Juli 1894 in Greenwood, Arkansas; † 18. Februar 1980 in Graham, Texas) war ein US-amerikanischer Politiker. Zwischen 1933 und 1939 vertrat er den Bundesstaat Texas im US-Repräsentantenhaus.

## Werdegang
William McFarlane besuchte die öffentlichen Schulen seiner Heimat und studierte danach zwischen 1909 und 1914 an der University of Arkansas in Fayetteville. Danach arbeitete er bis 1918 in Greenwood im Handel. Zwischen August und Dezember 1918 nahm er als Oberleutnant an der Endphase des Ersten Weltkrieges teil. Nach dem Krieg setzte er im Jahr 1919 seine Ausbildung mit einem weiteren Studium an der University of Arkansas fort. Nach einem anschließenden Jurastudium an der Kent Law School in Chicago und seiner 1921 erfolgten Zulassung als Rechtsanwalt begann er in Graham (Texas) in diesem Beruf zu praktizieren. Gleichzeitig schlug er als Mitglied der Demokratischen Partei eine politische Laufbahn ein. Zwischen 1923 und 1927 saß McFarlane als Abgeordneter im Repräsentantenhaus von Texas; von 1927 bis 1931 gehörte er dem Staatssenat an.
Bei den Kongresswahlen des Jahres 1932 wurde McFarlane im 13. Wahlbezirk von Texas in das US-Repräsentantenhaus in Washington, D.C. gewählt, wo er am 4. März 1933 die Nachfolge von Guinn Williams antrat. Nach zwei Wiederwahlen konnte er bis zum 3. Januar 1939 drei Legislaturperioden im Kongress absolvieren. Während seiner Zeit im Kongress wurden dort die meisten der New-Deal-Gesetze der Bundesregierung unter Präsident Franklin D. Roosevelt verabschiedet. Im Jahr 1938 wurde er von seiner Partei nicht mehr zur Wiederwahl nominiert. Danach arbeitete er wieder als Anwalt.
Zwischen 1941 und 1944 war McFarlane in Texarkana für die Staatsanwaltschaft tätig. Von Dezember 1944 bis Januar 1946 war er einer der Direktoren der Surplus Property Smaller War Plants Corporation in Washington; anschließend arbeitete er zwischen 1946 und 1966 in verschiedenen Positionen für das Bundesjustizministerium. Im Jahr 1951 kandidierte er erfolglos bei einer Nachwahl für den Kongress. Danach praktizierte er wieder als Anwalt. Er starb am 18. Februar 1980 in Graham.
Sein Sohn Robert McFarlane war von 1983 bis 1985 unter US-Präsident Ronald Reagan. Nationaler Sicherheitsberater der Vereinigten Staaten.